# Burton Albion Football Club 2014-2015
Questa voce raccoglie le informazioni riguardanti il Burton Albion Football Club nelle competizioni ufficiali della stagione 2014-2015.

## Rosa
| N. |                             | Ruolo | Calciatore               |
| -- | --------------------------- | ----- | ------------------------ |
| 1  | Scozia (bandiera)           | P     | Jon McLaughlin           |
| 2  | Inghilterra (bandiera)      | D     | Phil Edwards             |
| 3  | Australia (bandiera)        | D     | Shane Cansdell-Sherriff  |
| 4  | Inghilterra (bandiera)      | C     | John Mousinho (Capitano) |
| 5  | Inghilterra (bandiera)      | D     | George Taft              |
| 6  | Inghilterra (bandiera)      | C     | Ian Sharp                |
| 7  | Inghilterra (bandiera)      | C     | Lee Bell                 |
| 8  | Irlanda del Nord (bandiera) | C     | Robbie Weir              |
| 9  | Inghilterra (bandiera)      | A     | Stuart Beavon            |
| 10 | Inghilterra (bandiera)      | A     | Lucas Akins              |
| 11 | Scozia (bandiera)           | A     | Alex MacDonald           |
| 12 | Inghilterra (bandiera)      | A     | Jacob Blyth              |

| N. |                             | Ruolo | Calciatore      |
| -- | --------------------------- | ----- | --------------- |
| 14 | Irlanda (bandiera)          | D     | Damien McCrory  |
| 15 | Inghilterra (bandiera)      | C     | Tom Naylor      |
| 16 | Inghilterra (bandiera)      | P     | Dean Lyness     |
| 17 | Inghilterra (bandiera)      | C     | Jimmy Phillips  |
| 18 | Inghilterra (bandiera)      | A     | Dominic Knowles |
| 20 | Irlanda del Nord (bandiera) | A     | Adam McGurk     |
| 21 | Inghilterra (bandiera)      | D     | Marcus Holness  |
| 22 | Irlanda (bandiera)          | C     | Darragh Lenihan |
| 23 | Inghilterra (bandiera)      | D     | Matt Palmer     |
| 24 | Inghilterra (bandiera)      | D     | Liam Slade      |
| 26 | Inghilterra (bandiera)      | C     | Joe Doyle       |
| 27 | Inghilterra (bandiera)      | C     | Marcus Harness  |